# Better Times (pel·lícula)

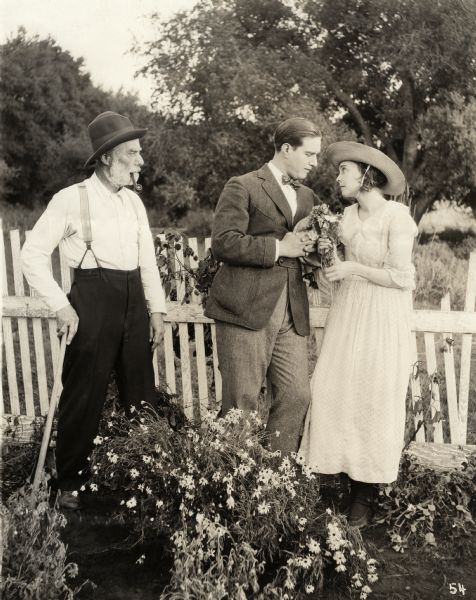
David Butler i Zasu Pitts es miren amorosament mentre Jack McDonald mira una imatge de la pel·lícula

Better Times és una pel·lícula muda de comèdia estatunidenca del 1919 dirigida per King Vidor.
 Produïda per Brentwood Corporation, la pel·lícula és protagonitzada per ZaSu Pitts en el seu primer paper protagonista. Es conserva una còpia de la pel·lícula al EYE Institut Filmmuseum dels Països Baixos.
La pel·lícula és la segona de quatre pel·lícules de "predicació" de la Ciència Cristiana que representen una breu fase en la producció de Vidor, defensant la superioritat de l'autocuració mitjançant la força moral, complementada amb els beneficis de la vida rural.

## Trama
Tal com es descriu en una revista de cinema, la trama de la pel·lícula és la següent. Una ciutat de l'oest de Pennsilvània té dos hotels que han viscut dies millors. Nancy Scroggs (Pitts) és la filla descuidada d'Ezra Scroggs (McDonald), que és la principal raó per la qual ningú visita el seu hotel, el Lakeview. Apostador i procrastinador, ha aconseguit desviar el comerç d'ell mateix a Si Whittaker (De Vaull), propietari del Majestic.
Nancy, finalment estimulada a l'acció per les línies impreses en un calendari, agafa un automòbil antic utilitzat en els dies de glòria de l'hotel i es posa a la cotxera del tren. El seu únic i únic passatger és Spike Macauley, líder d'un equip de beisbol, que en part per llàstima i en part per una alosa acompanya la noia. A través de l'anunci de Spike del departament de cuina entre els pensionistes d'estiu del Majestic, els convidats d'aquest últim són aviat traslladats a la cura de Nancy. Un telegrama sobtat fa que Spike marxi cap a la ciutat, cosa que deixa trista a Nancy, que creu que ha anat a veure la seva estimada.
En els dies següents, es produeix una tragèdia quan Ezra s'hi juga els estalvis de la seva vida i l'hotel i després se suïcida. Nancy, utilitzant els diners de l'assegurança del seu pare, va a un internat. Mentre allà s'escriu a ella mateixa cartes d'amor d'un famós jugador de pilota a qui només coneix com a Peter, fent creure que té una estimada. Això condueix a una situació angoixant, no prevista per Nancy, quan s'entreten en una festa de llotja en un partit de pilota amb l'expectativa que coneixerà el seu "amant". Tanmateix, quan mira i veu que en Peter (Butler) i en Spike són un mateix, i salta al camp amb alegria.

## Repartiment
- ZaSu Pitts com a Nancy Scroggs
- David Butler com a Peter Van Alstyne
- Jack McDonald com Ezra Scroggs
- William De Vaull com a Si Whittaker (com a William De Vaull)
- Hugh Fay com a Jack Ransom
- George Hackathorne com a Tony
- Julanne Johnston (com a Julianne Johnstone)